# Thế vận hội Mùa hè 1980
Thế vận hội Mùa hè 1980 (tiếng Nga: Летние Олимпийские игры 1980, đã Latinh hoá: Letnije Olimpijskije igry 1980), tên chính thức là Thế vận hội Mùa hè lần thứ XXII (tiếng Nga: Игры XXII Олимпиады, đã Latinh hoá: Igry XXII Olimpiady) và tên thương hiệu chính thức là Moscow 1980 (tiếng Nga: Москва 1980, đã Latinh hoá: Moskva 1980), là một sự kiện thể thao đa môn quốc tế được tổ chức từ ngày 19 tháng 7 đến ngày 3 tháng 8 năm 1980 tại Moskva, Liên Xô (nay là Nga). Đây là kỳ Thế vận hội đầu tiên được tổ chức ở một quốc gia thuộc khối Đông Âu, đồng thời là kỳ Thế vận hội đầu tiên và duy nhất của mùa hè được tổ chức tại một quốc gia sử dụng tiếng Slav làm ngôn ngữ chính. Đây cũng là kỳ Thế vận hội mùa hè duy nhất được tổ chức tại một quốc gia tự xưng là cộng sản cho đến Thế vận hội Mùa hè 2008 được tổ chức ở Trung Quốc. Đây là kỳ Thế vận hội cuối cùng dưới thời Chủ tịch Ủy ban Olympic Quốc tế Michael Morris, Nam tước thứ ba Killanin, trước khi ông được kế nhiệm bởi Juan Antonio Samaranch không lâu sau đó.
Có 80 quốc gia tham gia Thế vận hội Moscow, là con số thấp nhất kể từ năm 1956. Dưới sự dẫn đầu của Hoa Kỳ, có 66 quốc gia tẩy chay hoàn toàn Thế vận hội này do chiến tranh Xô–Afghanistan. Một số sự kiện thay thế đã được tổ chức bên ngoài Liên Xô. Một số vận động viên từ các quốc gia tẩy chay (không nằm trong danh sách 66 quốc gia tẩy chay hoàn toàn) vẫn tham gia thi đấu dưới lá cờ Olympic. Sau đó, Liên Xô đã tẩy chay Thế vận hội Mùa hè 1984 tại Los Angeles. Liên Xô đã giành được số lượng huy chương vàng và tổng số huy chương nhiều nhất, với Liên Xô và Đông Đức giành được 127 trong tổng số 203 huy chương vàng.

## Lựa chọn thành phố chủ nhà

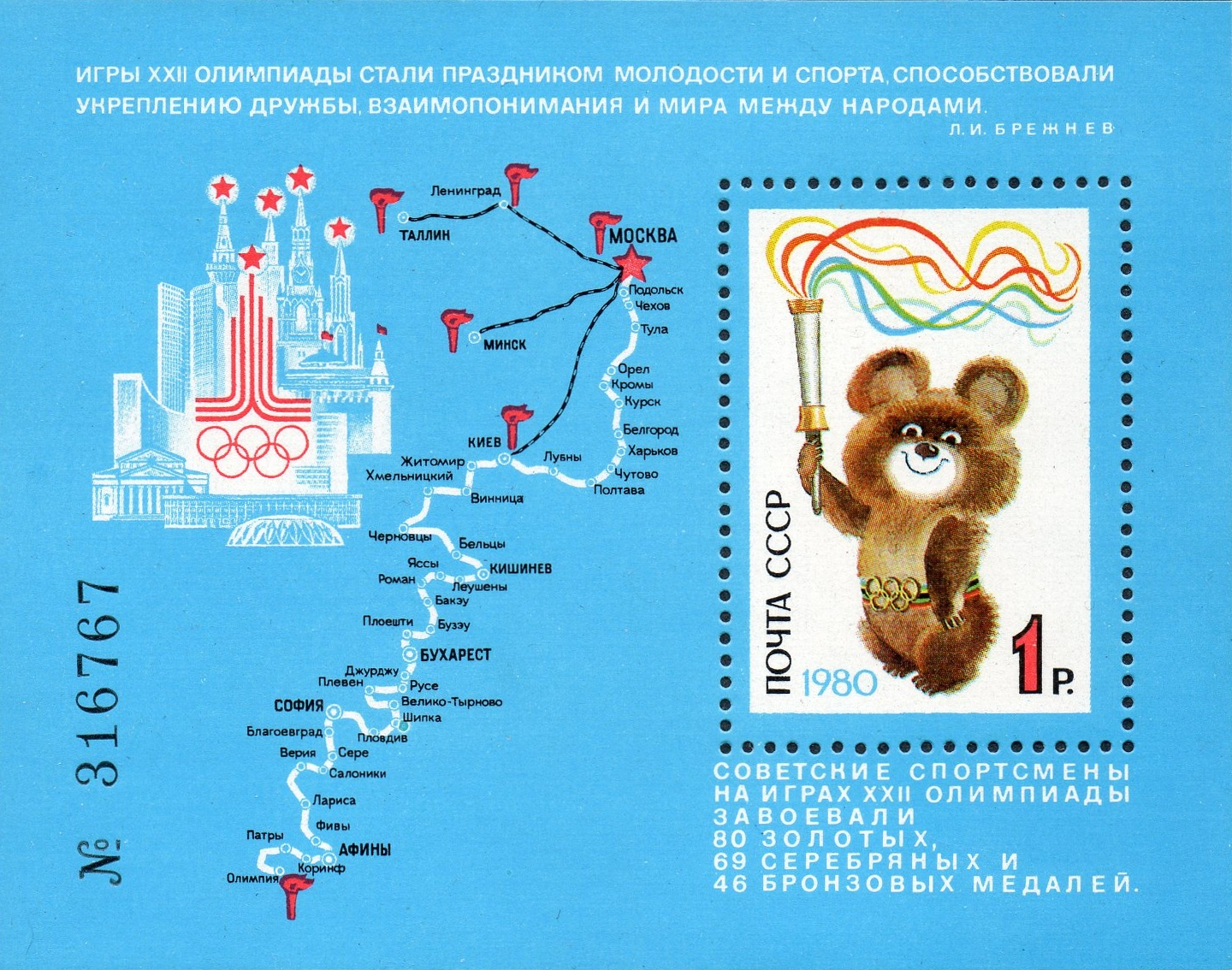
Một tấm tem Liên Xô hiển thị logo của Thế vận hội (trái) và linh vật Misha (phải) cầm ngọn đuốc Olympic 1980. Bản đồ cho thấy tuyến đường rước đuốc chạy từ Olympia, Hy Lạp, địa điểm của Thế vận hội Olympic cổ đại, thông qua Tallinn, CHXHCNXV Estonia đến Moskva, CHXHCNXV Liên bang Nga. Nó cũng mô tả số huy chương vàng, bạc và đồng (80, 69, 46) mà các vận động viên Liên Xô giành được tại Thế vận hội.

The only two cities to bid for the 1980 Summer Olympics were Moscow and Los Angeles. The choice between them was made at the 75th IOC Session in Vienna, Austria on 23 October 1974. Los Angeles would eventually host the 1984 Summer Olympics.
| Thành phố   | Quốc gia    | Phiếu bầu |
| Moscow      | Liên Xô     | 39        |
| Los Angeles | Hoa Kỳ      | 20        |
| Phiếu trắng | Phiếu trắng | 2         |

## Giành quyền đăng cai
Chỉ có hai thành phố nộp đơn xin đăng cai Thế vận hội Mùa hè 1980 là Moscow và Los Angeles. Quyết định lựa chọn giữa hai thành phố này được đưa ra tại Phiên họp thứ 75 của Ủy ban Olympic Quốc tế (IOC) tổ chức tại Viên, Áo vào ngày 23 tháng 10 năm 1974. Sau đó, Los Angeles được chọn tổ chức Thế vận hội Mùa hè 1984.
| Thành phố   | Vòng 1 |
| Moskva      | 39     |
| Los Angeles | 20     |

## Thua lỗ
Olympic 1980 tại Liên Xô là kỳ Olympic thua lỗ nặng nề nhất trong lịch sử với khoảng 9 tỷ USD.

## Các môn thi đấu
Chương trình Thế vận hội Mùa hè 1980 bao gồm 203 nội dung thi đấu thuộc 21 môn thể thao sau đây:
- Thể thao dưới nước
  -  Nhảy cầu (4)

- -  Bơi lội (26)

- -  Bóng nước (1)

- Bắn cung (2)

- Điền kinh (38)

- Bóng rổ (2)

- Quyền Anh (11)

- Canoeing (11)

- Xe đạp

- - Đường trường (2)
  - Đường lòng chảo (4)
- Đua ngựa

- - Dressage (2)
  - Eventing (2)
  - Nhảy ngựa (2)
- Đấu kiếm (8)

- Bóng đá (1)

- Thể dục dụng cụ (14)

- Bóng ném (2)

- Khúc côn cầu trên cỏ (2)

- Judo (8)

- Năm môn phối hợp hiện đại (2)

- Đua thuyền (14)

- Thuyền buồm (6)

- Bắn súng (7)

- Bóng chuyền (2)

- Cử tạ (10)

- Vật

- - Tự do (10)
  - Greco-Roman (10)

## Quốc gia tham dự và tẩy chay
Tại Thế vận hội Moscow, có 80 quốc gia tham dự — đây là con số thấp nhất kể từ năm 1956. Trong số đó, bảy Ủy ban Olympic Quốc gia lần đầu tiên tham dự Thế vận hội gồm: Angola, Botswana, Síp, Jordan, Lào, Mozambique và Seychelles. Đây cũng là lần đầu tiên Việt Nam tham dự sau khi Chiến tranh Việt Nam kết thúc và đất nước thống nhất. Tuy nhiên, không quốc gia nào trong số này giành được huy chương.
Trước đó, có 29 quốc gia đã tẩy chay Thế vận hội Mùa hè 1976 để phản đối Ủy ban Olympic Quốc tế (IOC) không trục xuất New Zealand, quốc gia đã cho phép đội bóng bầu dục nước mình du đấu ở Nam Phi dưới chế độ apartheid. Đến Thế vận hội Mùa hè 1980, một cuộc tẩy chay còn lớn hơn đã diễn ra, do Hoa Kỳ đứng đầu, nhằm phản đối Cuộc chiến Xô–Afghanistan năm 1979. Cuộc xâm lược của Liên Xô đã khiến Tổng thống Mỹ Jimmy Carter đưa ra tối hậu thư vào ngày 20 tháng 1 năm 1980, tuyên bố rằng Hoa Kỳ sẽ tẩy chay Thế vận hội Moscow nếu Liên Xô không rút quân khỏi Afghanistan trong vòng một tháng. Tổng cộng có 66 quốc gia và vùng lãnh thổ được mời đã không tham dự Thế vận hội 1980. Nhiều quốc gia trong số này làm theo lời kêu gọi của Hoa Kỳ, trong khi một số khác (chưa rõ danh tính) thì viện dẫn lý do kinh tế để không tham gia. Iran, dưới sự lãnh đạo của Ayatollah Khomeini – vốn thù địch với cả hai siêu cường, cũng tẩy chay sau khi Hội nghị Hồi giáo lên án cuộc xâm lược. Cả Trung Quốc (Cộng hòa Nhân dân Trung Hoa) lẫn Đài Loan (Trung Hoa Dân Quốc) đều không tham dự Thế vận hội lần này, do mâu thuẫn trong quan hệ Trung–Xô.
| Các Ủy ban Olympic Quốc gia tham dự |
| --- |
| - Afghanistan (11) - Algérie (54) - Andorra (2) - Angola (11) - Úc (120) - Áo (83) - Bỉ (59) - Bénin (16) - Botswana (7) - Brasil (106) - Bulgaria (271) - Miến Điện (2) - Cameroon (25) - Colombia (23) - Cộng hòa Congo (23) - Costa Rica (29) - Cuba (208) - Síp (14) - Tiệp Khắc (208) - Đan Mạch (58) - Cộng hòa Dominica (6) - Ecuador (12) - Ethiopia (41) - Phần Lan (105) - Pháp (121) - Đông Đức (346) - Anh Quốc (219) - Hy Lạp (41) - Guatemala (10) - Guinée (9) - Guyana (8) - Hungary (263) - Iceland (9) - Ấn Độ (72) - Iraq (43) - Ireland (47) - Ý (159) - Jamaica (18) - Jordan (4) - CHDCND Triều Tiên (47) - Kuwait (56) - Lào (19) - Liban (15) - Lesotho (5) - Liberia[Note] - Libya (29) - Luxembourg (3) - Madagascar (11) - Mali (7) - Malta (8) - México (45) - Mông Cổ (43) - Mozambique (14) - Nepal (10) - Hà Lan (75) - New Zealand (4) - Nicaragua (5) - Nigeria (44) - Perú (28) - Ba Lan (306) - Bồ Đào Nha (11) - Puerto Rico (3) - România (226) - San Marino (16) - Sénégal (32) - Seychelles (11) - Sierra Leone (14) - Tây Ban Nha (155) - Sri Lanka (4) - Thụy Điển (145) - Thụy Sĩ (73) - Syria (67) - Tanzania (41) - Trinidad và Tobago (9) - Uganda (13) - Liên Xô (490) (chủ nhà) - Venezuela (37) - Việt Nam (30) - Nam Tư (164) - Zambia (37) - Zimbabwe (42) |

## Bảng tổng sắp huy chương

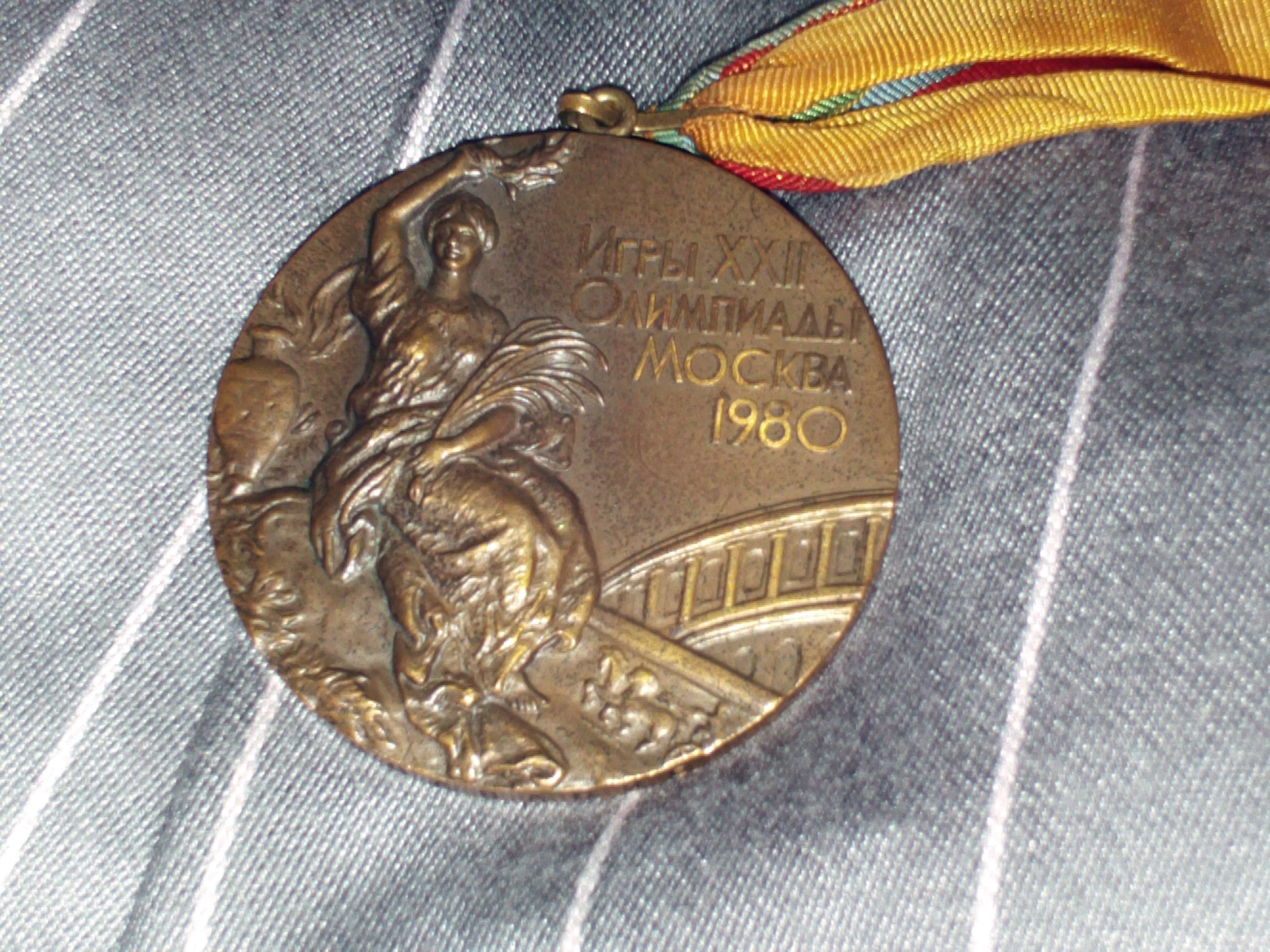
Huy chương đồng Olympic 1980

| Hạng                | NOC                 | Vàng | Bạc | Đồng | Tổng số |
| ------------------- | ------------------- | ---- | --- | ---- | ------- |
| 1                   | Liên Xô             | 80   | 69  | 46   | 195     |
| 2                   | Đông Đức            | 47   | 37  | 42   | 126     |
| 3                   | Bulgaria            | 8    | 16  | 17   | 41      |
| 4                   | Cuba                | 8    | 7   | 5    | 20      |
| 5                   | Ý                   | 8    | 3   | 4    | 15      |
| 6                   | Hungary             | 7    | 10  | 15   | 32      |
| 7                   | România             | 6    | 6   | 13   | 25      |
| 8                   | Pháp                | 6    | 5   | 3    | 14      |
| 9                   | Anh Quốc            | 5    | 7   | 9    | 21      |
| 10                  | Ba Lan              | 3    | 14  | 15   | 32      |
| 11–36               | Các nước còn lại    | 26   | 30  | 54   | 110     |
| Tổng số (36 đơn vị) | Tổng số (36 đơn vị) | 204  | 204 | 223  | 631     |